# Municipio de Sandy (Minnesota)
El municipio de Sandy (en inglés: Sandy Township) es un municipio ubicado en el condado de St. Louis en el estado estadounidense de Minnesota. En el año 2010 tenía una población de 356 habitantes y una densidad poblacional de 4,1 personas por km².

## Geografía
El municipio de Sandy se encuentra ubicado en las coordenadas 47°40′57″N 92°29′14″O / 47.68250, -92.48722. Según la Oficina del Censo de los Estados Unidos, el municipio tiene una superficie total de 86.76 km², de la cual 78,83 km² corresponden a tierra firme y (9,14 %) 7,93 km² es agua.

## Demografía
Según el censo de 2010, había 356 personas residiendo en el municipio de Sandy. La densidad de población era de 4,1 hab./km². De los 356 habitantes, el municipio de Sandy estaba compuesto por el 99,44 % blancos, el 0,28 % eran afroamericanos, el 0,28 % eran de otras razas. Del total de la población el 1,69 % eran hispanos o latinos de cualquier raza.